# شارع باك (مترو باريس)
شارع باك (بالفرنسية: Rue du Bac)‏ هي محطة مترو تابعة لمترو باريس تقع في فرنسا في الدائرة السابعة في باريس.[بحاجة لمصدر]